# Kiss and tell
Kiss and tell es el 7.º episodio de la serie de televisión norteamericana Gilmore Girls.

## Resumen del episodio
Cuando Rory entra al supermercado para comprar unas cosas, se encuentra con Dean, el muchacho que conoció en la escuela pública. Este le da su primer beso; Rory se siente entre un poco confundida y emocionada y sale corriendo de la tienda, pero va a casa de Lane para contárselo. La madre de Lane, la Sra. Kim, oye de casualidad la conversación de las dos amigas, y cuando Lorelai va a la tienda de antigüedades, la Sra. Kim le dice que le diga a Rory para que no le dé el mal ejemplo a Lane por besar a los muchachos. Lorelai se siente un poco molesta porque Rory no le contó de su primer beso, ya que ellas siempre han sido buenas amigas (quizás más que madre e hija), pero Luke le explica que en esta ocasión Rory prefirió no contárselo. Impulsivamente, Lorelai le pregunta a su hija si ha estado besando a algún muchacho, y Rory la lleva al supermercado para que conozca a Dean. Lorelai decide invitarlo a ver películas esa noche, pero esto solo consigue avergonzar a Rory, ya que Sookie llega a casa para saber cómo va todo. Cuando Rory le dice a su madre que empieza a gustarle Dean, ella tiene una charla con él, en donde Lorelai le dice que espera que sean felices.

## Curiosidades
- El baño de las Gilmore se convierte más tarde en un armario.
- Lorelai está hablando sobre el frigorífico por teléfono y su voz (la del doblaje) es la habitual, pero cuando dice '...pero era más bajo y solo se oía al abrir la puerta', es otra voz femenina.

- Datos: Q11687236